# Szpital Zakonu Bonifratrów św. Jana Bożego w Łodzi
Szpital Zakonu Bonifratrów Św. Jana Bożego w Łodzi – szpital prowadzony przez bonifratrów, położony przy ul. Kosynierów Gdyńskich 61 w Łodzi. Patronem szpitala jest św. Jan Boży.

## Historia
Budowa szpitala wg projektu architekta Józefa Kabana-Korskiego rozpoczęła się w sierpniu 1928, kiedy ks. biskup Wincenty Tymieniecki dokonał poświęcenia kamienia węgielnego. Początkowo planowano zbudować obiekt mieszczący 300 łóżek, obejmujący ambulatoria i poradnie dla matek. W 1939 pozostało do wykończenia 1 skrzydło szpitala, które planowano zrealizować we wrześniu jednak w wyniku wybuchu II wojny światowej szpital (wraz z domem zakonników) został zajęty przez Niemców nim został otwarty.
Po wojnie szpital upaństwowiono. Ponadto w 1945 do Łodzi przybyli Bonifratrzy z Wilna, którzy uruchomili w odzyskanym domku aptekę ziołoleczniczą. W 1972 zakon podjął inicjatywę dotyczącą budowy drugiego domu. Zgodę uzyskał w 1978, a dom powstał w 1980. W obiekcie umieszczono wówczas poradnię ziołolecznictwa wraz z apteką. Szpital był prowadzony przez zarząd miejski do 1999. 1 stycznia 2000 szpital powrócił do Zakonu Bonifratrów. W 2015 na szpital zostało przepisane 3,5 mln zł przez dra Wacława Łęckiego. Z uzyskanych środków szpital został rozbudowany o Centrum Medyczne im. dr. Wacława Łęckiego.

### Struktura
Szpital ma 126 łóżek. Obejmuje oddziały: wewnętrzny, chirurgii ogólnej, okulistyczny i medycyny paliatywnej, a także zespół rehabilitacji leczniczej. Ponadto obejmuje poradnię POZ oraz przychodnię specjalistyczną obejmującą poradnie: chirurgii ogólnej, kardiologiczną, okulistyczną, proktologiczną, diabetologiczną, dermatologiczną, urologiczną, ginekologiczną, otolaryngologiczną, geriatryczną, endokrynologiczną, gastrologiczną, laryngologiczną, neurologiczną i medycyny paliatywnej.